# Phakisa Freeway

Circuit van de Phakisa Freeway

De Phakisa Freeway (phakisa betekent 'schiet op' in Sotho) is een racecircuit in Goldfields in de provincie Vrijstaat, Zuid-Afrika. De bouw van het circuit begon in september 1998 en was af in april 1999. De eerste race was op 10 oktober 1999 en was de FIM Motor Grand Prix. Het circuit is 4,242 km lang en het hoogteverschil is 6,3 meter. Op het circuit werd jaarlijks de MotoGP van Zuid-Afrika gehouden. Het circuit is vergelijkbaar met de Las Vegas Motor Speedway.